# 과테말라사슴쥐
과테말라사슴쥐(Peromyscus guatemalensis)는 비단털쥐과에 속하는 설치류의 일종이다. 과테말라와 멕시코에서 발견된다.

## 분포 및 서식지
멕시코 치아파스주 남부의 시에라 마드레 산맥부터 과테말라 중부와 남동부까지 지역에서 발견된다. 해발 1,300m와 3,000m 사이에서 서식한다.